# Salix koriyanagi
Salix koriyanagi är en videväxtart som beskrevs av Arika Kimura och Goerz. Salix koriyanagi ingår i släktet viden, och familjen videväxter. Inga underarter finns listade i Catalogue of Life.